# غانثير
غانثير هي مدينة من مدن هايتي. يبلغ عدد سكانها 71,261 نسمة وذلك حسب إحصائيات سنة 2003. يبلغ ارتفاع المدينة عن سطح البحر قرابة 142 متر. تبلغ مساحتها 493.7 كم².